# 七彩虹
七彩虹禹贡科技（Colorful Co.,Ltd.），原名世和资讯（Seethru Co.,Ltd），是一家中國大陸的電腦硬體代理經銷商及廠商，1995年成立于廣東省深圳市。公司初期的業務主要是台湾、美国的计算机廠商的产品代理經銷商，現時還有電腦顯示卡、主機板、電腦外設組件等電子產品的製造業務。

## 歷史
1995年，公司以「世和资讯」爲名成立。
1996年至1999年底與台湾技嘉科技合作，成为技嘉主板在中国大陆的总代理之一。
1999年2月，推出自有電腦硬體品牌七彩虹（英文名 Colorful），主要產品是顯示卡、主機板、工控電腦裝置等，部分產品由柏能代工。隨後陸續推出了Colorfly、镭风品牌，前者用於消費類電子裝置，後者用於ATi顯示卡產品（原七彩虹品牌則專用於NVIDIA顯示卡產品）
2000年2月，與广达电脑合作，成为广达系列产品在中国大陆的唯一总代理；
2001年11月，與艾崴科技合作，成为艾崴主板在大陆的总代理；
2003年推出计算机周边品牌鑫谷（英文名 Segotep）；
2010年，受制於NVIDIA的GPU供貨政策要求，以及未來發展規劃，世和资讯利用其七彩虹品牌更名爲「七彩虹集团」，對外宣佈只銷售NVIDIA顯示卡產品。不過實際上電腦週邊設備及AMD顯示卡產品線並沒有消失，而是經過業務分割、更名延續。

## 主要產品
- 以「七彩虹科技」名義：

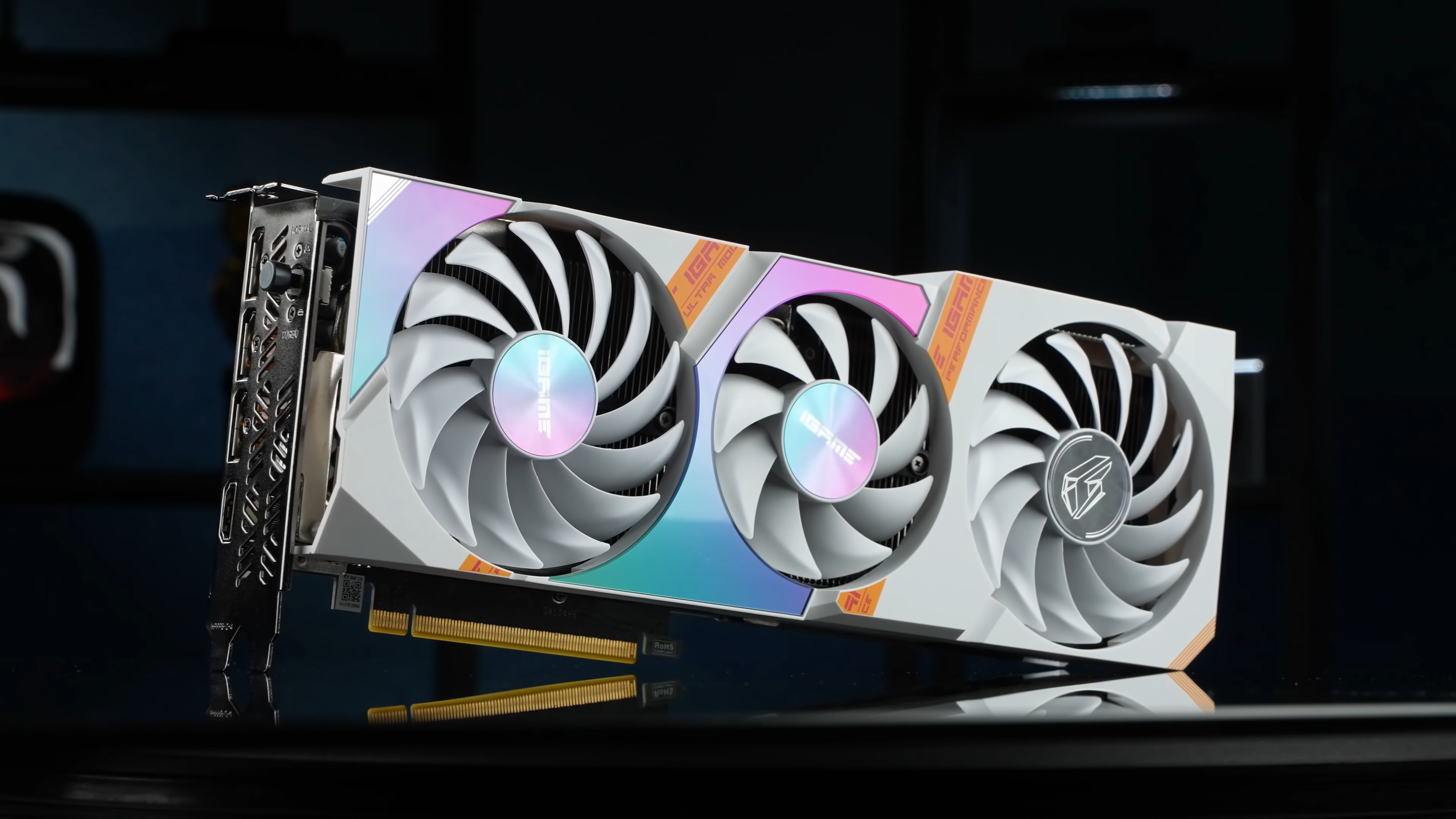
製造商提供的顯示卡

  - 主機板（包括工業控制裝置專用版本，可用的晶片組有AMD、Intel、NVIDIA、VIA）
  - NVIDIA顯示卡（包括工業控制裝置專用版本）
  - 固態硬碟
  - 筆記型電腦
  - 一體式電競電腦
  - 平板電腦
  - 消費類電子產品使用的行動電源

- 以「鐳風」品牌名義（由分割出來的「九云天科技有限公司」負責）：
  - ATi/AMD顯示卡

- 以「鑫谷」品牌名義：
  - 電腦機箱
  - 滑鼠（包括有線和無線）
  - 電腦鍵盤（包括有線和無線）